# 김길리
김길리(2004년 7월 1일~)는 대한민국의 쇼트트랙 선수이다.

## 경력

### 초기 경력
2004년 서울에서 김선호와 이진영 부부의 딸로 태어났다. 서울성내초등학교, 풍납중학교, 서현고등학교를 졸업했으며 고려대학교에 진학했다. 어린 시절 김연아의 영향으로 피겨스케이팅 선수를 꿈꿨으나 스케이트를 배우면서 2010년에 쇼트트랙을 본격적으로 시작했다.
이후 대한민국 국내 연령별 대회에서 여러 번 입상을 했으며 2019년 2월 러시아의 유즈노사할린스크에서 열린 2019년 아시아 동계 유소년 국제 스포츠 게임에 참가하면서 처음으로 국제 대회에 출전했다. 그러나 이 대회 직전에 발목 인대가 끊어지는 부상을 당하면서 개인전 메달을 획득하지는 못했고 김이현, 박하윤, 장연재와 함께 출전한 계주 경기에서 금메달을 획득했다.
2020년 1월에는 이탈리아 보르미오에서 열린 2020년 세계 주니어 선수권 대회에 참가했으며 1000m 종목에서 미국의 코린 스토더드와 러시아의 안나 마트베예바를 꺾고 주니어 세계 기록을 갱신하며 금메달을 획득했다. 2022년 3월에는 폴란드 그단스크에서 열린 2022년 세계 주니어 선수권 대회에 참가했으며 1500m 종목에서 네덜란드의 앙얼 달레만과 대표팀 동료인 장연재를 누르고 금메달을 획득했다. 또한 1000m 종목에서 캐나다의 플로랑스 브뤼넬의 뒤를 이어 은메달을 획득했다.

### 성인 경력
같은 해에 처음으로 성인 국가대표에 발탁되었다. 그 해 10월 캐나다 몬트리올에서 열린 2022–23년 월드컵 1차 대회에 참가하면서 처음으로 국제 대회에 데뷔했다. 해당 대회 1500m 종목에서 대표팀 동료인 최민정과 미국의 크리스틴 샌토스를 따돌리고 네덜란드의 쉬자너 스휠팅의 뒤를 이어 자신의 첫 월드컵 메달인 은메달을 획득했다. 또한 1000m 2차전에서 스휠팅과 최민정의 뒤를 이어 동메달을 획득했고 혼성 계주 준결승에 참가하면서 대표팀의 해당 종목 우승에 공헌했다. 11월에 미국 솔트레이크시티에서 열린 2022–23년 월드컵 2차 대회에서는 1000m 2차 경기에서 동메달을 획득했으며 1500m 경기에서 독일의 아나 자이델과 최민정을 꺾고 자신의 첫 월드컵 금메달을 획득했다. 또한 이소연, 서휘민, 심석희와 함께 3000m 계주 종목에서도 금메달을 획득했다.
솔트레이크 월드컵 직후 같은 장소에서 열린 4대륙 선수권 대회에 참가했으며 3000m 계주 종목에서 금메달 획득에 기여했다. 12월에 카자흐스탄 알마티에서 열린 2022–23년 월드컵 3차 대회에서는 1500m 1차 경기에서 스휠팅과 최민정의 뒤를 이어 동메달을 획득했고 최민정, 심석희, 박지윤과 함께 참가한 3000m 계주에서도 캐나다와 네덜란드의 뒤를 이어 동메달을 획득했다. 최민정, 홍경환, 임용진과 함께 참가한 혼성 계주에서는 벨기에와 폴란드팀을 누르고 금메달을 획득했다. 마찬가지로 알마티에서 열린 4차 대회에서는 1500m 결승에서 충돌로 인해 넘어지는 등 개인전 메달 획득에는 실패했으나 3000m 계주와 혼성 계주에서 금메달을 획득했다.